# Waterville (Nova York)
Waterville és una població dels Estats Units a l'estat de Nova York. Segons el cens del 2000 tenia 1.721 habitants.

## Demografia
Segons el cens del 2000, Waterville tenia 1.721 habitants, 626 habitatges, i 435 famílies. La densitat de població era de 499,6 habitants per km².
Dels 626 habitatges en un 38,7% hi vivien nens de menys de 18 anys, en un 50% hi vivien parelles casades, en un 16,6% dones solteres, i en un 30,5% no eren unitats familiars. En el 26,2% dels habitatges hi vivien persones soles el 14,7% de les quals corresponia a persones de 65 anys o més que vivien soles. El nombre mitjà de persones vivint en cada habitatge era de 2,6 i el nombre mitjà de persones que vivien en cada família era de 3,09.
Per edats la població es repartia de la següent manera: un 27,9% tenia menys de 18 anys, un 7,8% entre 18 i 24, un 25,2% entre 25 i 44, un 20,5% de 45 a 60 i un 18,7% 65 anys o més.
L'edat mediana era de 38 anys. Per cada 100 dones de 18 o més anys hi havia 70,7 homes.
La renda mediana per habitatge era de 37.563 $ i la renda mediana per família de 46.761 $. Els homes tenien una renda mediana de 32.009 $ mentre que les dones 23.333 $. La renda per capita de la població era de 17.219 $. Entorn del 8,6% de les famílies i el 12,3% de la població estaven per davall del llindar de pobresa.